# Башкаленко, Александр Константинович
Алекса́ндр Константи́нович Башкале́нко (укр. Олекса́ндр Костянти́нович Башкале́нко; род. 16 мая, 1961, Махачкала, Дагестанская АССР, РСФСР) — украинский предприниматель, политик и государственный деятель.
Директор компании «Экопрод» (2001—2010). Депутат Волынского областного совета. Член депутатской группы «Новая Волынь». Первый заместитель председателя (2010−2014) и председатель (2014) Волынской областной государственной администрации. Глава Волынской областной организации Оппозиционного блока с 2014 года.

## Биография

### Первые годы
Александр Башкаленко родился 16 мая 1961 года в Махачкале в военной семье. Окончил Рижское Краснознамённое военно-политическое училище имени маршала С. Бирюзова по специальности военный инженер-электрик. Позднее получил квалификацию юриста в научно-учебном центре Волынского национального университета имени Леси Украинки.

### Служба в вооружённых силах
В 1979 году стал курсантом Рижского Краснознамённого военно-политического училища имени маршала С. Бирюзова. Работал начальником отделения (1984—1986), заместителем командира группы — старшим инженером (1986—1987), командиром группы (1987—1991), начальником штаба- заместителем командира дивизиона (1991—1992).
С распадом Советского Союза уволился из ВС без пенсии, продолжать службу в Вооруженных Силах Украины не стал.

### Предпринимательская деятельность
В 1992 году оставил военную службу и занялся предпринимательской деятельностью. С 1992 года по 1997 год руководил малым предприятием «Лита», с 1997 года по 2001 год — руководил ООО «Стиль-плюс». В 2001 году возглавил компанию «Экопрод», которой руководил до 2010 года, пока не перешел на государственную службу. В октябре 2008 года вступил в Партию регионов.

### На государственной службе
В марте 2010 года был назначен первым заместителем председателя Волынской областной государственной администрации. В 2012 году был избран депутатом Волынского областного совета по многомандатному избирательному округу по избирательному списку Партии регионов. Является членом постоянной комиссии областного совета по вопросам бюджета, финансов и ценовой политики. Входит в областном совете в депутатскую группу «Новая Волынь». 5 февраля 2014 года, после отставки Губернатора Волыни Бориса Климчука и главы областного совета Владимира Войтовича получил назначение на пост председателя Волынской областной государственной администрации.
19 февраля 2014 года обратился с видеообращением к жителям области «сохранять покой и не участвовать в насилиях».
19 февраля 2014 года в Волынской областной администрации был захвачен сторонниками Евромайдана, облит водой и прикован наручниками на сцене луцкого майдана. От него требовали подписать заявление об отставке.
22 февраля 2014 г. подал заявление об увольнении с поста председателя ОГА.
Организаторы издевательств над Башкаленко — Гузь, Козюра, Данилюк, Бондарь, утверждают что «ни в каких подвалах» Башкаленко они не держали.
2 марта 2014 года был снят с должности председателя Волынской областной государственной администрации.